# 제임스 레아 실리키
제임스 에두아르 만프레드 레아 실리키(프랑스어: James Edward Manfred Léa Siliki, 1996년 6월 12일 ~ )는 카메룬의 축구 선수로, 포지션은 미드필더이다. 현재 자유계약선수로 활동하고 있으며, 가장 최근에는 프리메이라리가의 이스토릴에서 활동하고 있다. 프랑스 태생으로 카메룬 국가대표팀로 활동하고 있다.

## 구단 경력
2017년, 레아 실리키는 1월 28일 낭트와의 경기에서 알도 칼룰루와 78분만에 교체되어 리그 1 데뷔 전을 치렀다.
2021년 8월 31일, 레아 실리키는 EFL 챔피언십 클럽 미들즈브러에 2021-22 시즌 동안 임대되었다. 레아 실리키를 티사이드로 데려갔던 감독 닐 워녹이 크리스 와일더로 교체된 후 단 1분도 뛰지 못한 이 미드필더는 1월 이적 기간 동안 클럽을 떠날 수 있다는 말을 와일더로부터 들었다. 그의 복귀는 2022년 2월, 고전하는 반즐리에게 3-2로 패한 경기에서 하프타임에 교체되었다.
2022년 7월 22일, 레아 실리키는 프리메이라리가의 이스토릴과 3년 계약을 맺었다. 2023년 9월 1일, 이스토릴은 레아 실리키가 알바로 파체코 감독에 의해 선수단에서 제외된 후 상호 합의에 의해 계약이 종료되었다고 발표했다.

## 국가대표팀 경력
레아 실리키는 카메룬 출신이다. 2014년 프랑스 U-19 대표로 참가했다. 2021년 6월 4일 나이지리아와의 친선 경기에서 카메룬 축구 국가대표팀에 데뷔했다.

## 사생활
2022년 3월, 레아 실리키는 카메룬의 2022년 FIFA 월드컵 본선 진출을 축하하는 글을 올린 후 인스타그램에 인종차별적 욕설을 당했다.